# Říjen 2020
Toto je archivovaný článek z portálu Aktuality.
1. října – čtvrtek
 Tokijská burza kvůli výpadku hardwaru pozastavila na celý den obchodování. 
2. října – pátek
 V Česku začala hlavní část krajských voleb a prvního kola senátních voleb. 

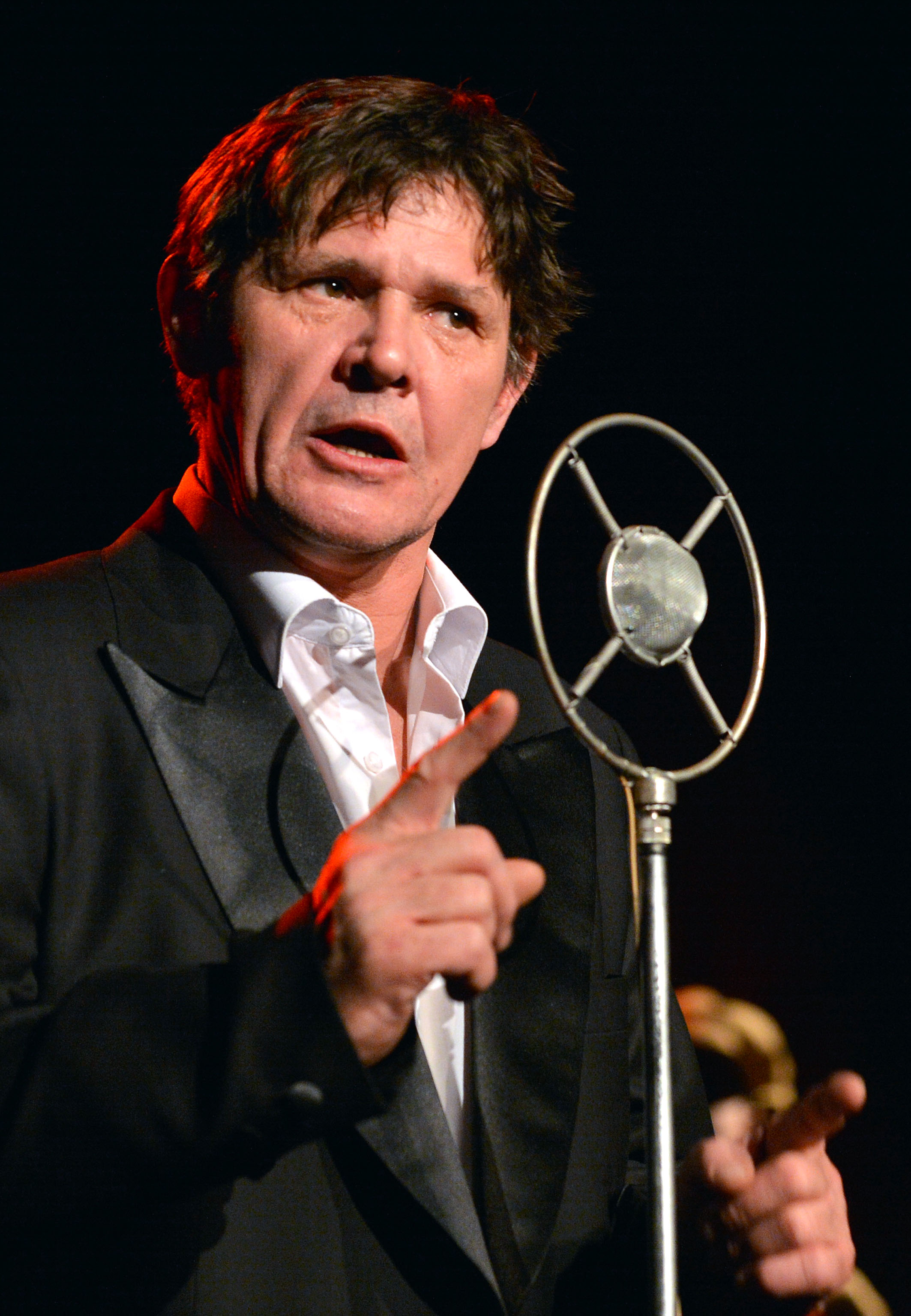
Martin Havelka

Ve věku 62 let zemřel herec Martin Havelka (na obrázku).
 Americký prezident Donald Trump a jeho manželka Melania byli pozitivně testováni na onemocnění covid-19. Prezident byl z preventivních důvodů hospitalizován. 
 V ruském Nižním Novgorodě se upálila na protest novinářka Irina Slavinová, a to den po policejní razii v souvislosti s opozičním hnutím Otevřené Rusko. 
 Evropská unie schválila sankce vůči 40 běloruským funkcionářům odpovědným za manipulace s volbami a násilnosti při potlačování demonstrací. 
3. října – sobota
 V 1. kole českých senátních voleb byl zvolen stávající senátor Zbyněk Linhart za STAN, v ostatních 26 obvodech postoupily dvojice do 2. kola ohlášeného na 9. a 10. říjen. 
 V krajských volbách zvítězilo hnutí ANO s nejvyšším počtem hlasů v 10 ze 13 krajů. Ve Středočeském kraji zvítězil STAN, v Libereckém Starostové pro Liberecký kraj a v Královéhradeckém koalice ODS, STAN a Východočechů. 

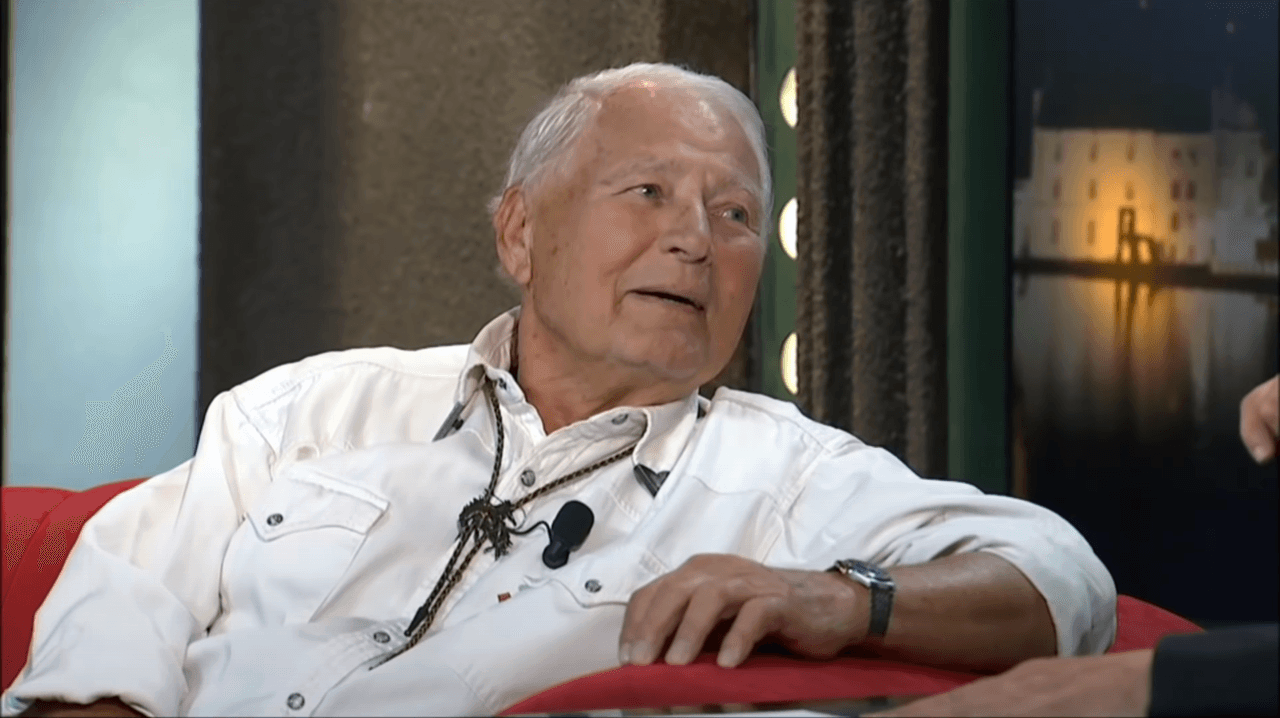
Karel Fiala

 Ve věku 95 zemřel Karel Fiala (na obrázku), filmový herec, operní, operetní a muzikálový pěvec, tenorista a představitel Limonádového Joea. 
 U břehů Kamčatky došlo k ekologické havárii, moře a pláže byly znečištěny ropnými produkty a fenoly. 
4. října – neděle
 Obyvatelé Nové Kaledonie v referendu odmítli nezávislost na Francii. 
 Piková dáma od Toyen se stala s hodnotou 78,65 milionu korun nejdražším v ČR vydraženým obrazem. 
 Ve věku 81 let na následky covidu-19 zemřel u Paříže japonský módní návrhář Kenzó Takada. 
5. října – pondělí
 Nobelovu cenu za fyziologii nebo lékařství získali američtí vědci Harvey J. Alter, Michael Houghton a Charles M. Rice za pochopení principů hepatitidy typu C, jejího původu a vývoj léčby. 
6. října – úterý
 Nobelova cena za fyziku byla udělena Rogeru Penrosovi za predikci vzniku černých děr na základě obecné teorie relativity a Reinhardu Genzelovi a Andree M. Ghezové za objev supermasivního objektu v centru naší galaxie. 
 Po protestech, které následovaly po nedělních parlamentních volbách, označila Ústřední volební komise Kyrgyzstánu výsledky hlasování za neplatné. 
7. října – středa
 Rusko vydalo zatykač na vůdkyni běloruské opozice Svjatlanu Cichanouskou. 

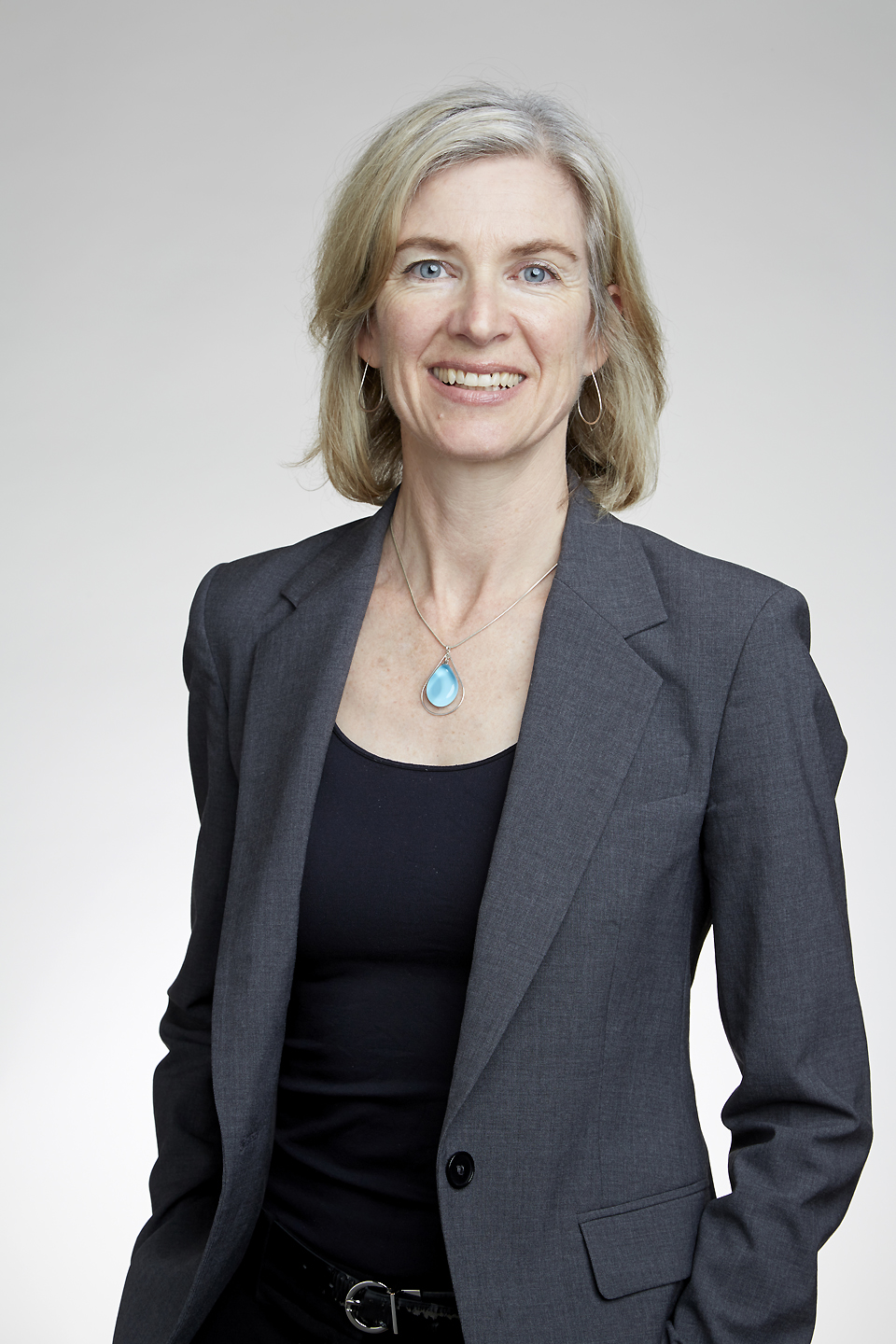
Jennifer Doudnaová

 Nobelova cena za chemii byla udělena Emmanuelle Charpentierové a Jennifer A. Doudnaové (na obrázku) za vývoj metody editace genomu. 
 Americko-nizozemský hudebník a kytarista Eddie Van Halen zemřel ve věku 65 let. 
 Ve věku 80 let zemřel americký reggae zpěvák Johnny Nash. 
8. října – čtvrtek
 Nobelova cena za literaturu byla udělena americké básnířce a esejistce Louise Glückové. 
9. října – pátek

logo Světového potravinového programu

 Nobelova cena za mír byla udělena Světovému potravinovému programu (logo na obrázku) za boj proti hladomoru. 
 Vojtěch Filip, předseda KSČM, rezignoval na svou funkci kvůli výsledkům proběhlých krajských voleb. 
 Kyrgyzský prezident Sooronbaj Žeenbekov přijal rezignaci premiéra Kubatbeka Boronova a rozpustil vládu. 
10. října – sobota
 Běloruský politik Alexandr Lukašenko navštívil ve vězení některé opoziční představitele včetně prezidentského kandidáta Viktara Babaryky a diskutoval s nimi o změnách ústavy. 
 Ve 2. kole voleb do Senátu uspělo zejména všech 10 postupujících kandidátů hnutí STAN. Volební účast byla jen 16,74 % voličů. 
 V Pchjongjangu se uskutečnila velká vojenská přehlídka k 75. výročí vládnoucí strany KLDR. 
11. října – neděle
 Iga Świąteková a Rafael Nadal zvítězili ve finále ženské a mužské dvouhry tenisového turnaje French Open 2020. 
12. října – pondělí
 Cenu Švédské národní banky za rozvoj ekonomické vědy na památku Alfreda Nobela získali američtí ekonomové Paul Milgrom a Robert Wilson za vylepšení teorie aukcí. 
 Podle předběžných výsledků zvítězil v prezidentských volbách v Tádžikistánu dosavadní prezident Emómalí-ji Rahmón. 
13. října – úterý
 Apple představil iPhone 12. 
15. října – čtvrtek
 Kyrgyzský prezident Sooronbaj Žeenbekov podal rezignaci. 
16. října – pátek
 Došlo k odhalení korupčního skandálu v českém fotbale, zatčeno bylo celkem 20 lidí. 
 Útočník na předměstí Paříže uřízl hlavu středoškolskému učiteli dějepisu, který žákům při vyučování ukazoval karikatury muslimského proroka Mohameda. 
17. října – sobota

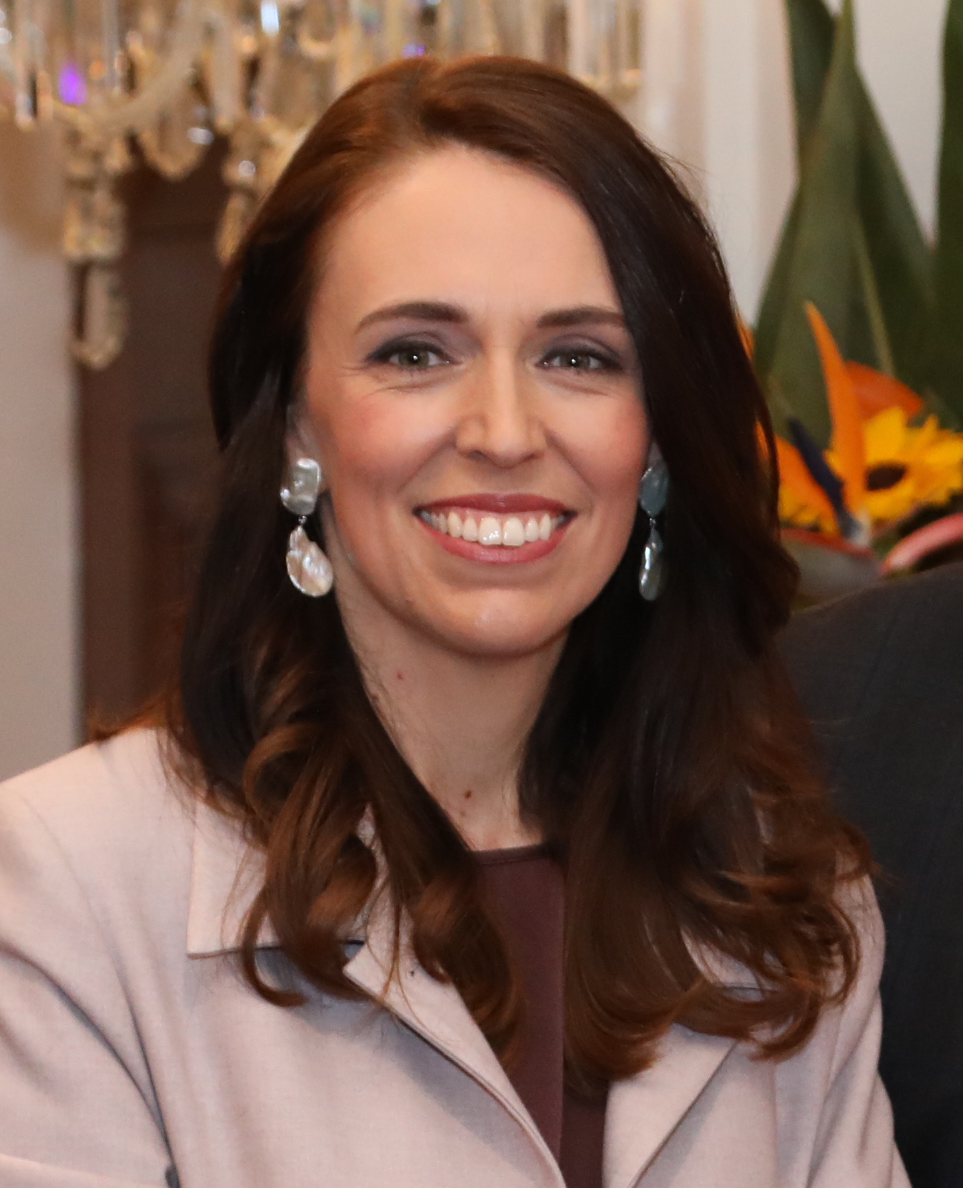
Jacinda Ardernová

 Novozélandská strana práce premiérky Jacindy Ardernové (na obrázku) zvítězila v parlamentních volbách.
 Slovenští hooligans zaútočili na úřad vlády během protestů proti vládním opatřením proti šíření koronaviru. 
18. října – neděle
 Příměří mezi Arménií a Ázerbájdžánem v bojích o Náhorní Karabach ze soboty 17. 10. vydrželo jen velmi krátkou dobu a dnes se obě strany vzájemně obvinily z jeho porušování. 
19. října – pondělí
 Většina států Evropské unie zaznamenala výrazný nárůst epidemie covidu-19, tyto země proto vyhlásily různá opatření omezující možné šíření viru. 
20. října – úterý
 Sonda OSIRIS-REx odebrala vzorky z povrchu planetky Benu. 
 Izrael uzavřel řadu smluv se Spojenými arabskými emiráty, mezi nimi dohodu o bezvízovém styku, první dohodu svého druhu s arabským státem. 
 Výzkumníci na expedičním plavidle Falkor poblíž australského Velkého bariérového útesu objevili obří samostatně stojící korálový útvar vysoký přes 500 metrů. 
22. října – čtvrtek

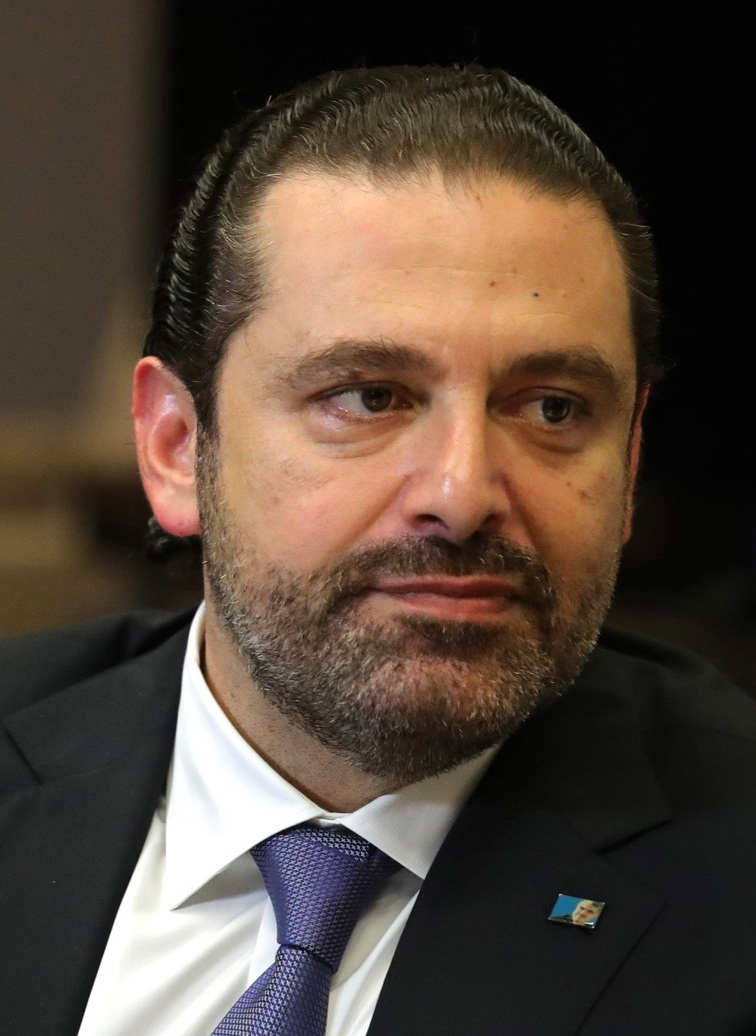
Saad Harírí

 Saad Harírí (na obrázku) byl jmenován libanonským premiérem. 
23. října – pátek
 Premiér Andrej Babiš po mediálním skandálu vyzval k rezignaci ministra zdravotnictví Romana Prymulu a místopředsedu hnutí ANO Jaroslava Faltýnka. Prymula odstoupit odmítl, Faltýnek rezignoval. 
24. října – sobota
 Súdán a Izrael se dohodly na normalizaci vzájemných vztahů. 
25. října – neděle
 Kvůli zhoršené situaci ohledně covidu-19 schválila španělská vláda vyhlášení nouzového stavu na celém území s výjimkou Kanárských ostrovů a zákaz nočního vycházení. 
 Prezidentské a parlamentní volby na Seychelách vyhrála opozice vedená Wavelem Ramkalawanem. Vládní United Party přišla o moc drženou nepřetržitě od roku 1977. 

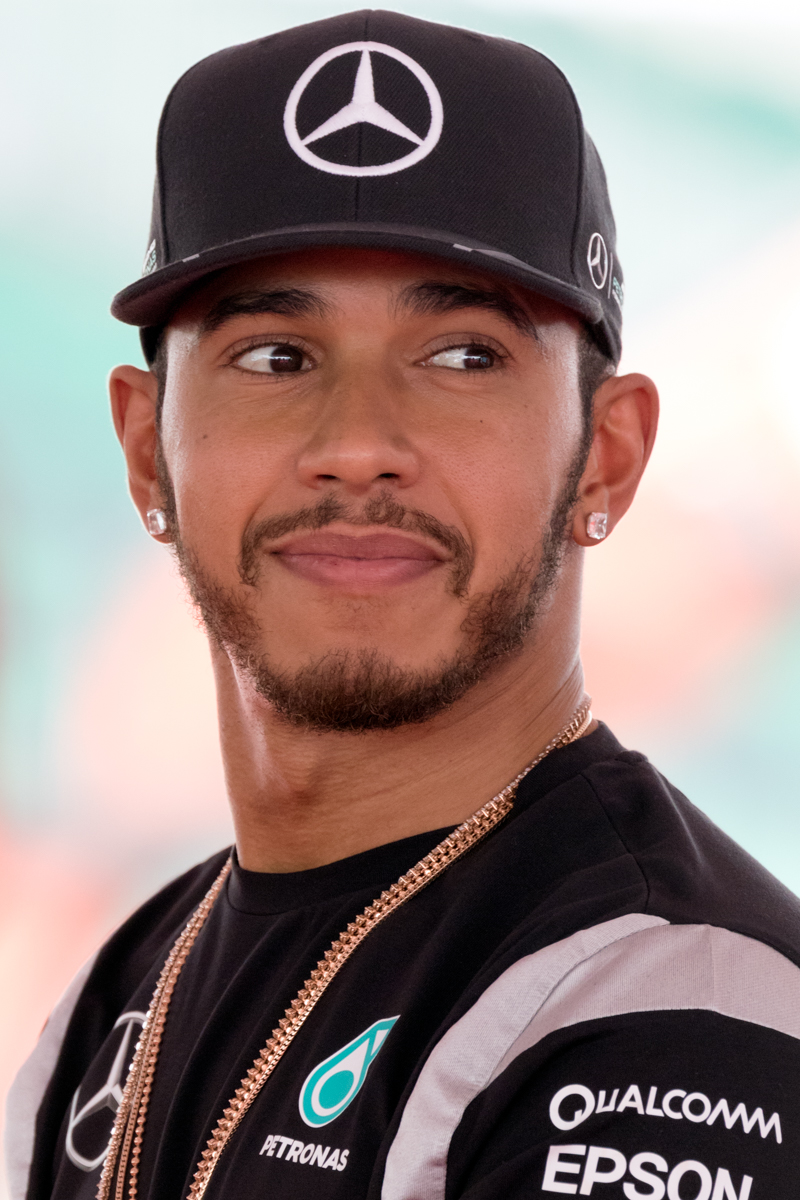
Lewis Hamilton

 Britský pilot formule 1 Lewis Hamilton (na obrázku) vyhrál Velkou cenu Portugalska a s celkovým počtem 92 vyhraných závodů předstihl Michaela Schumachera. 
26. října – pondělí
 Amy Coney Barrettová byla potvrzena jako soudkyně Nejvyššího soudu Spojených států amerických. 
 Pátým dnem pokračovaly v Polsku masové protesty proti zákazu interrupcí z důvodu poškození plodu. 
 Vláda kvůli covidu-19 s účinností od 28. října omezila volný pohyb osob od 21 do 5 hodin a zakázala maloobchodní prodej v těchto časech, v neděli celodenně. 
 Začalo platit humanitární příměří v bojích o Náhorní Karabach dohodnuté mezi Arménií a Ázerbájdžánem za asistence USA, které bylo vzápětí porušeno všemi stranami konfliktu.
 Na výzvu opozice proběhla v Bělorusku celonárodní stávka na protest proti Alexandru Lukašenkovi, některé velké průmyslové podniky se nezapojily. 
27. října – úterý
 Do řeky Bečvy unikl potenciálně karcinogenní a alergenní nikl z kanálu v Juřince ve Valašském Meziříčí. 
28. října – středa
 Kvůli epidemiologické situaci byla zrušena většina oslav státního svátku a proběhly jen symbolické akty. Prezident Miloš Zeman udělil státní vyznamenání 38 osobnostem.
 V Praze na Petříně shořel pravoslavný dřevěný kostel svatého archanděla Michaela pocházející z 17. století. 
29. října – čtvrtek

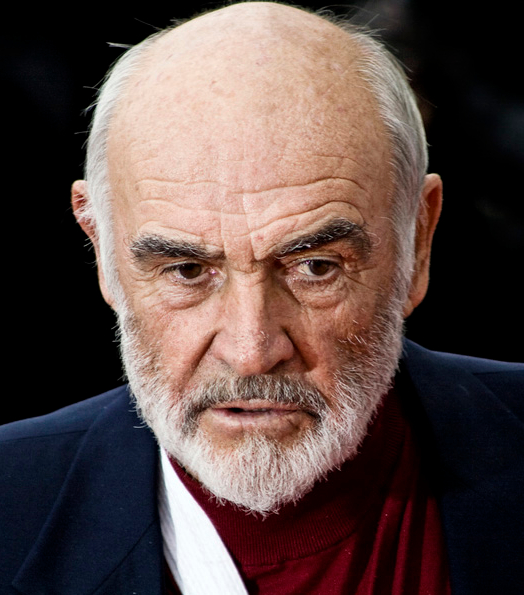
Sean Connery

 Novým ministrem zdravotnictví České republiky byl jmenován Jan Blatný z Fakultní nemocnice Brno. 
 Tři lidé zemřeli a několik dalších bylo zraněno při teroristickém útoku v bazilice ve francouzském Nice. Policie pachatele postřelila a zadržela. 
 Krize v Bělorusku: Běloruský velvyslanec v Argentině Vladimir Astapenko rezignoval, neboť nemůže pracovat pro nelegitimního prezidenta. 
30. října – pátek
 Silné zemětřesení provázené vlnou tsunami v Egejském moři způsobilo rozsáhlé škody v turecké provincii İzmir a na řeckém ostrově Samos. 
 Novozélanďané v referendu schválili eutanazii a odmítli legalizaci rekreačního užívání marihuany. 

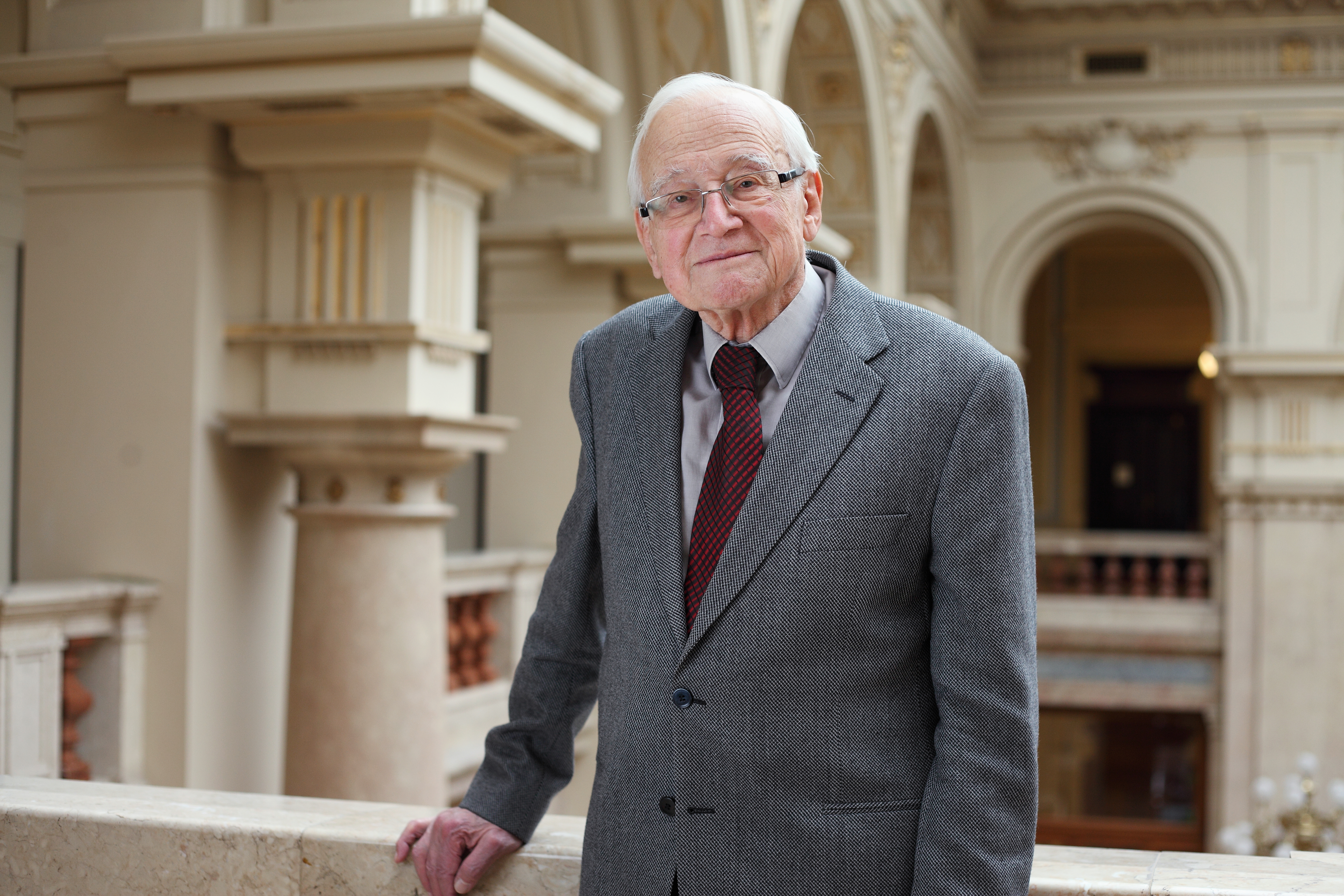
Rudolf Zahradník

 Vláda ČR se souhlasem Poslanecké sněmovny prodloužila nouzový stav do 20. listopadu 2020. 
31. října – sobota
 Ve věku 90 let zemřel skotský herec Sean Connery (na obrázku) představitel agenta 007 Jamese Bonda. 
 Ve věku 92 let zemřel Rudolf Zahradník (na obrázku), český chemik a bývalý předseda Akademie věd České republiky. 
 Ve francouzském Lyonu byl postřelen pravoslavný kněz. 